# Kalophrynus nubicola
Kalophrynus nubicola là một loài ếch trong họ Nhái bầu.
Nó được tìm thấy ở Malaysia và có thể cả Brunei.
Các môi trường sống tự nhiên của chúng là các khu rừng vùng núi ẩm nhiệt đới hoặc cận nhiệt đới và đầm nước ngọt có nước theo mùa.